# Tomáš Jelínek
Tomáš Jelínek (* 29. dubna 1962, Praha, Československo) je bývalý český hokejový útočník, v současnosti skaut týmu Calgary Flames. Jeho synové Petr a Tomáš Jelínek jsou též lední hokejisté.

## Hokejový životopis
Během své kariéry vystřídal pět extraligových klubů a působil i v zahraničí (ve Švýcarsku a v Německu). Do NHL se podíval v roce 1992, odešel do Ottawy k tamním Senátorům, ale v přípravě si přetrhl křížový vaz, později se přidaly i potíže s meniskem a Tomáš Jelínek musel na operaci. Přesto si několik utkání za tým Ottawy zahrál.
Tomáš Jelínek hrál na olympijských hrách v roce 1992 (kde získal s československým národním týmem bronzovou medaili). V české extralize působil v HC Sparta Praha, HC Slavia Praha, HC Keramika Plzeň, HC Opava a naposledy v HC Vítkovice. V dresu Vítkovic odehrál 30. října 1998 v 17. kole sezóny 1998/1999 svůj 687. ligový zápas, čímž překonal rekord Josefa Černého v počtu odehraných utkání v československé a české nejvyšší hokejové soutěži. Držitelem rekordu (s celkem odehranými 697 utkáními) byl až do 24. září 2000, kdy jej překonal Ivan Vlček.

## Ocenění a úspěchy
- 1992 SM-l – Nejtrestanější hráč
- 1995 ČHL – Nejtrestanější hráč

## Prvenství
- Debut v NHL – 8. října 1992 (Ottawa Senators proti Montreal Canadiens)
- První gól v NHL – 30. října 1992 (Buffalo Sabres proti Ottawa Senators, českému brankáři Dominiku Haškovi)
- První asistence v NHL – 30. října 1992 (Buffalo Sabres proti Ottawa Senators)

## Reprezentace
| Rok                       | Tým                       | Soutěž                    | Z  | G  | A  | B  | TM |
| ------------------------- | ------------------------- | ------------------------- | -- | -- | -- | -- | -- |
| 1980                      | Československo 18         | MEJ                       | 5  | 0  | 1  | 1  | 8  |
| 1981                      | Československo 20         | MSJ                       | 5  | 3  | 1  | 4  | 8  |
| 1982                      | Československo 20         | MSJ                       | 7  | 2  | 2  | 4  | 6  |
| 1989                      | Československo            | MS                        | 5  | 1  | 1  | 2  | 2  |
| 1990                      | Československo            | MS                        | 10 | 1  | 4  | 5  | 14 |
| 1991                      | Československo            | KP                        | 5  | 2  | 3  | 5  | 10 |
| 1992                      | Československo            | OH                        | 8  | 3  | 2  | 5  | 12 |
| 1992                      | Československo            | MS                        | 8  | 4  | 5  | 9  | 10 |
| Juniorská kariéra celkově | Juniorská kariéra celkově | Juniorská kariéra celkově | 17 | 5  | 4  | 9  | 22 |
| Seniorská kariéra celkově | Seniorská kariéra celkově | Seniorská kariéra celkově | 36 | 11 | 15 | 26 | 48 |

## Současnost
Po ukončení sportovní kariéry na konci sezóny 1999/2000 působil osm let jako skaut týmu Calgary Flames. Poté začal pracovat jako správce sportovního areálu v Praze na Františku. Je také členem disciplinární komise české extraligy.